# Región de los Chenes
La Región de los Chenes (en maya: ch’e’en, pozo) es una zona que abarca parte de Campeche e ínfimamente una porción del estado del Yucatán, cuyo nombre significa «región de los pozos». Se le conoce así por la gran presencia de pozos.

## Ubicación y geografía
Se encuentra entre la frontera de Campeche y Yucatán en las partes noreste y suroeste de cada estado respectivamente. Tiene cierta elevación respecto a la planicie peninsular. Su poblado más importante es Hopelchén. Varias de las localidades tienen en su toponimia la palabra ch’e’en (pozo), como Bolonchén, Sahcabchén, Komchén, Pakchén, Dzibalchén, Chencoh, Cancabchén (en Campeche) y Yaxhachén (en Yucatán).

## Arquitectura maya
En esta región se halla la arquitectura maya tipo chenes, la cual está estrechamente relacionada con la arquitectura estilo Pu'uk y Río Bec.